# Имболк
Имболк или Имболг (ирл. Imbolc, [ɪˈmˠɔlˠɡ]) или День (святой) Бригитты (ирл. Lá Fhéile Bríde, гэльск. Là Fhèill Brìghde, мэн. Laa'l Breeshey) — один из четырёх основных праздников ирландского календаря, отмечаемых среди гэльских народов в начале февраля или при первых признаках весны. Обычно он празднуется 1 или 2 февраля, так как это день переходной четверти на солнечном календаре, на полпути между зимним солнцестоянием и весенним равноденствием (☉15°♒). Первоначально посвящённый богине Бригите, в христианский период он был принят как День Святой Бригитты. Имболк — традиционное время предсказаний погоды, а также, возможно, предшественник североамериканского Дня Сурка.
На Имболк изготавливали кресты святой Бригитты и её изображение в виде куклы — Brídeóg, которое торжественно носили из дома в дом. Чтобы получить её благословения, люди делали для неё кровать и готовили пищу и питьё, а предметы одежды оставляли на улице. Бригитта также была призвана защищать дома и домашний скот.